# Mary Ann Eisel
Mary Ann Eisel (St. Louis (Missouri), 25 de novembro de 1946) é uma ex-tenista profissional estadunidense.

## Grand Slam finais

### Duplas (1 Vice)
| Ano  | Campeonato | Parceira    | Oponentes                        | Placar        |
| 1967 | US Open    | Donna Floyd | Rosemary Casals Billie Jean King | 6–4, 3–6, 4–6 |

### Duplas Mistas (1 título)
| Ano  | Campeonato | Parceiro     | Oponentes              | Placar   |
| 1968 | US Open    | Peter Curtis | Gerry Perry Tory Fretz | 6–4, 7–5 |